# Літ Тауншип (округ Аллегені, Пенсільванія)
Літ Тауншип (англ. Leet Township) — селище (англ. township) в США, в окрузі Аллегені штату Пенсільванія. Населення — 1624 особи (2020).

## Демографія
Згідно з переписом 2010 року, у селищі мешкали 1634 особи в 601 домогосподарстві у складі 467 родин. Було 632 помешкання
Расовий склад населення:
| - 91,6 % — білих - 3,5 % — чорних або афроамериканців - 2,6 % — азіатів - 0,2 % — корінних американців |

До двох чи більше рас належало 1,7 %. Частка іспаномовних становила 2,1 % від усіх жителів.
За віковим діапазоном населення розподілялося таким чином: 27,4 % — особи молодші 18 років, 58,4 % — особи у віці 18—64 років, 14,2 % — особи у віці 65 років та старші. Медіана віку мешканця становила 41,3 року. На 100 осіб жіночої статі у селищі припадало 91,6 чоловіків;  на 100 жінок у віці від 18 років та старших — 89,9 чоловіків також старших 18 років.
Середній дохід на одне домашнє господарство  становив 107 918 доларів США (медіана — 74 107), а середній дохід на одну сім'ю — 123 750 доларів (медіана — 88 864). Медіана доходів становила 63 125 доларів для чоловіків та 49 375 доларів для жінок. За межею бідності перебувало 1,8 % осіб, у тому числі 0,7 % дітей у віці до 18 років та 0,0 % осіб у віці 65 років та старших.
Цивільне працевлаштоване населення становило 818 осіб. Основні галузі зайнятості: освіта, охорона здоров'я та соціальна допомога — 32,3 %, науковці, спеціалісти, менеджери — 11,0 %, роздрібна торгівля — 10,4 %.